# Épône
Épône là một xã ở vùng Île-de-France của Pháp, nằm dọc theo sông Seine, 45 km về phía tây của Paris. Đây là xã đông dân nhất của tổng Guerville. Cùng với Mézières-sur-Seine và La Falaise, Épône tạo thành một khu vực đô thị có 10.000 dân.
Các xã giáp ranh gồm: Gargenville về phía bắc (qua sông Seine), về phía đông của Aubergenville và La Falaise, về phía đông nam của Maule, về phía tây nam Jumeauville và Goussonville và về phía tây Mézières-sur-Seine.

## Hành chính
| Danh sách các thị trưởng |           |                 |               |                                           |
| Giai đoạn                | Giai đoạn | Tên             | Đảng          | Tư cách                                   |
| 2008                     | 2014      | Pascal Lazerand | Divers droite | ingénieur aéronautique                    |
| 2004                     | 2008      | Gérard Raspaud  | Divers droite | retraité                                  |
| 1977                     | 2004      | Pierre Amouroux | UMP           | giáo viên, phó chủ tịch của tổng hội đồng |
| 1971                     | 1977      | Robert Pansard  |               | tổng thư ký Prévention routière           |
| 1970                     | 1971      | Gilbert Magnier |               | employé                                   |
| 1970                     | 1970      | Louise Morvan   |               | (intérim)                                 |
| 1959                     | 1970      | Albert Maurice  |               | fonctionnaire                             |
| 1950                     | 1959      | Charles Léger   |               | industriel                                |
| 1945                     | 1950      | René Dreyfus    |               | industriel                                |
| Bản mẫu:Boîte déroulante |           |                 |               |                                           |